# Мордовка (приток Битюга)
Мордовка — река в России, протекает по Мордовскому району Тамбовской области. Левый приток Битюга (приток Дона). Впадает на высоте 125,2 м.
Протекает у посёлка Мордово, села Малая Даниловка и деревни Малая Романовка.
В настоящее время река в районе Малой Романовки и Малой Даниловки представляет собой запруды, соединённые с руслом реки пересыхающими протоками.